# 84994 Amysimon
84994 Amysimon è un asteroide della fascia principale. Scoperto nel 2003, presenta un'orbita caratterizzata da un semiasse maggiore pari a 2,7656910 UA e da un'eccentricità di 0,1516266, inclinata di 13,07969° rispetto all'eclittica.